# Liv und Maddie/Episodenliste

Logo zur Serie

Diese Episodenliste enthält alle Episoden der US-amerikanischen Jugendserie Liv und Maddie, sortiert nach der US-amerikanischen Erstausstrahlung. Die Fernsehserie umfasst vier Staffeln mit 80 Episoden. Die Serie endete am 24. März 2017.

## Übersicht
| Staffel | Episodenanzahl | Erstausstrahlung USA | Erstausstrahlung USA | Deutschsprachige Erstausstrahlung | Deutschsprachige Erstausstrahlung |
| Staffel | Episodenanzahl | Staffelpremiere      | Staffelfinale        | Staffelpremiere                   | Staffelfinale                     |
| ------- | -------------- | -------------------- | -------------------- | --------------------------------- | --------------------------------- |
| 1       | 21             | 19. Juli 2013        | 24. Juli 2014        | 24. November 2014                 | 7. September 2015                 |
| 2       | 24             | 21. September 2014   | 23. August 2015      | 7. April 2015                     | 3. Februar 2016                   |
| 3       | 20             | 13. September 2015   | 19. Juni 2016        | 1. Februar 2016                   | 11. Oktober 2016                  |
| 4       | 15             | 23. September 2016   | 24. März 2017        | 19. Juni 2017                     | 7. Juli 2017                      |

## Staffel 1
Die Erstausstrahlung der ersten Staffel war vom 19. Juli 2013 bis zum 27. Juli 2014 auf dem US-amerikanischen Sender Disney Channel zu sehen. Die deutschsprachige Erstausstrahlung sendete der deutsche Free-TV-Sender Disney Channel vom 24. November 2014 bis zum 7. September 2015.
- Dove Cameron, Joey Bragg, Kali Rocha und Benjamin King sind in allen Episoden zu sehen.
- Tenzing Norgay Trainor ist in einer Episode nicht zu sehen.

| Nr. (ges.) | Nr. (St.) | Deutscher Titel                  | Originaltitel           | Erstausstrahlung USA | Deutschsprachige Erstausstrahlung (D) | Regie        | Drehbuch                                                 | Zuschauer (USA) | Prod. Code |
| --- | --------- | -------------------------------- | ----------------------- | -------------------- | ------------------------------------- | ------------ | -------------------------------------------------------- | --------------- | ---------- |
| 1 | 1         | Willkommen zu Hause              | Twin-A-Rooney           | 19. Juli 2013        | 24. Nov. 2014                         | Andy Fickman | John D. Beck & Ron Hart                                  | 5,78 Mio.       | 101        |
| Liv Rooney kehrt zurück nach Hause, nachdem sie für den Dreh ihrer Serie in Hollywood wohnte. Um ihrer Zwillingsschwester Maddie zu helfen, verkleidet sie sich als Maddie und versucht, ein Date mit einem Jungen, Diggie, zu arrangieren, der aber ablehnt. Maddie ist nun wütend auf ihre Schwester, und Liv entscheidet sich, wieder nach Hollywood zu ziehen. Maddies Schwarm besucht sie zu Hause und gesteht, sie nur abgelehnt zu haben, weil er wusste, dass es nicht Maddie war. Daraufhin versucht Maddie, Liv zum Bleiben zu überreden. Liv willigt ein und betrachtet ein altes Plakat, das die beiden zusammen gemacht haben, mit der Aufschrift „Als Schwestern geboren, zu Freunden geworden“ (im Original: “Sisters by Chance, Friends by Choice”). Inzwischen versuchen Joey und Parker, ihre eigene „Bro“-Höhle zu gestalten, während ihre Eltern zu sehr mit ihren Schwestern beschäftigt sind. |           |                                  |                         |                      |                                       |              |                                                          |                 |            |
| 2 | 2         | Team Maddie                      | Team-A-Rooney           | 15. Sep. 2013        | 25. Nov. 2014                         | Andy Fickman | John D. Beck & Ron Hart                                  | 3,60 Mio.       | 102        |
| Maddie wird Kapitän der Basketball-Mannschaft. Um ihre Führungsstärke zu verbessern, bekommt sie Tipps von Liv. Da der Schuldirektor das Budget des Teams drastisch kürzt, nehmen sie die Dinge selbst in die Hand, indem sie Team-Armbänder verkaufen, um neue, von Liv gestaltete Trikots zu erwerben. Inzwischen hat Parker im Haus mehrere Taranteln verloren und fängt diese mit Joeys Hilfe wieder ein. |           |                                  |                         |                      |                                       |              |                                                          |                 |            |
| 3 | 3         | Die Pyjamaparty                  | Sleep-A-Rooney          | 22. Sep. 2013        | 26. Nov. 2014                         | Andy Fickman | John Peaslee                                             | 3,00 Mio.       | 107        |
| Liv muss feststellen, dass sich ihr kleiner Bruder Parker weiterentwickelt hat, während sie fort war. Sie hilft ihm, eine Pyjama-Party mit seinen Freunden zu organisieren. Inzwischen gibt Karen vor, krank zu sein, um nicht mit ihrem Mann fort zu müssen, der dann mit Joey in ein Restaurant geht. Als sie einen alten Freund Petes treffen, fahren sie mit ihm im Polizeiauto und geraten in eine Verfolgungsjagd. |           |                                  |                         |                      |                                       |              |                                                          |                 |            |
| 4 | 4         | Freundin gesucht                 | Steal-A-Rooney          | 29. Sep. 2013        | 27. Nov. 2014                         | Andy Fickman | John D. Beck & Ron Hart                                  | 2,94 Mio.       | 104        |
| Maddie hat als Basketballspielerin viel zu tun, sodass sich Liv nach neuen Freunden umsieht. Als Liv herausfindet, dass Maddie eine Mitschülerin dazu animiert hat, sich mit Liv anzufreunden, sucht sie sich eine andere Freundin, mit der sie gemeinsam die Schule schwänzt. |           |                                  |                         |                      |                                       |              |                                                          |                 |            |
| 5 | 5         | Känguru-Bekanntschaft            | Kang-A-Rooney           | 6. Okt. 2013         | 7. Sep. 2015                          | Andy Fickman | David Monahan                                            | 3,18 Mio.       | 105        |
| Zu Halloween veranstaltet die Ridgewood High School eine große Party. Liv möchte ihrem Bruder Joey helfen, besser mit Mädchen reden zu können, sodass sie ihn dort anspricht, ohne dass er weiß, dass sie in dem Kängurukostüm steckt. |           |                                  |                         |                      |                                       |              |                                                          |                 |            |
| 6 | 6         | Rache ist süß                    | Skate-A-Rooney          | 13. Okt. 2013        | 28. Nov. 2014                         | Andy Fickman | John D. Beck & Ron Hart                                  | 2,91 Mio.       | 103        |
| Livs Freund, ein Profi-Skateboarder aus Hollywood, kommt wegen eines Wettbewerbs in die Stadt. |           |                                  |                         |                      |                                       |              |                                                          |                 |            |
| 7 | 7         | Freiwilligenarbeit               | Dodge-A-Rooney          | 3. Nov. 2013         | 29. Nov. 2014                         | Andy Fickman | Heather MacGillvray & Linda Mathious                     | 3,32 Mio.       | 108        |
| Liv und Maddie müssen für die Schule gemeinnützige Arbeit leisten. Liv ist mit ihrer Arbeit in der Landschaftspflege unzufrieden, sodass sie ihre Stelle wechselt und ein Tanzprojekt mit Bewohnern des Altersheims durchführt. Dort streitet sie sich mit Maddie, die dort Seniorensport anbietet, um einen Raum. Inzwischen bewacht Joey mit einem Freund die Statue des Maskottchens der Schulmannschaft. |           |                                  |                         |                      |                                       |              |                                                          |                 |            |
| 8 | 8         | Die Gehirnolympiade              | Brain-A-Rooney          | 10. Nov. 2013        | 1. Dez. 2014                          | Andy Fickman | Linda Mathious & Heather MacGillvray                     | 3,01 Mio.       | 113        |
| Joey stellt ein Team für die ‚Brain Olympics‘ (Gehirnolympiade) zusammen und möchte Liv darin nicht aufnehmen, da er sie für nicht schlau genug hält. Nachdem er kein drittes Mitglied für das Team findet, nimmt er sie doch auf, und gewinnt dank ihrer Ideen auch den Wettbewerb. Inzwischen verkauft Maddie alte Sachen, um Geld für einen Schulausflug nach Montreal zusammenzukriegen. Dabei gerät sie mit ihrer Mutter aneinander, die viele Erinnerungsstücke behalten möchte. Abwesend: Tenzing Norgay Trainor als Parker Rooney |           |                                  |                         |                      |                                       |              |                                                          |                 |            |
| 9 | 9         | Die Geburtstagslüge              | Sweet 16-A-Rooney       | 24. Nov. 2013        | 2. Dez. 2014                          | Andy Fickman | Sylvia Green                                             | 3,27 Mio.       | 106        |
| Liv und Maddie feiern ihren sechzehnten Geburtstag und geraten zuvor in einen Streit über das Thema ihrer Sweet-16-Party. Dabei erzählt Karen versehentlich, dass Maddie einen Tag später als Liv Geburtstag hat, da sie kurz nach Mitternacht geboren ist. Maddie ist sauer und sagt ihre Geburtstagsfeier komplett ab, als Ausgleich organisiert Liv für sie eine Überraschungsparty. |           |                                  |                         |                      |                                       |              |                                                          |                 |            |
| 10 | 10        | Von Weihnachtselfen und Monstern | Fa La La La-A-Rooney    | 1. Dez. 2013         | 6. Dez. 2014                          | Andy Fickman | Sylvia Green                                             | 3,11 Mio.       | 111        |
| Liv wurde ausgewählt, auf der alljährlichen Weihnachtsgala ihres Heimatortes aufzutreten und dort die Weihnachtsbaum-Beleuchtung anzuschalten. Ein kleines Mädchen bittet sie, mit ihr auftreten zu dürfen, ohne dass Liv ahnt, dass das Mädchen Liv von ihrem Platz stoßen möchte. Maddie ist mit ihrem Vater für die Dekoration des Baumes zuständig. Dabei geben sie ein Live-Fernsehinterview, in dem ihr Vater kaum ein Wort sagen kann. Inzwischen arbeiten Joey und Parker in einem Kaufhaus als Weihnachtsmann beziehungsweise -elf, und Parker erschleicht alle Einnahmen für sich selbst. |           |                                  |                         |                      |                                       |              |                                                          |                 |            |
| 11 | 11        | Der Rollentausch                 | Switch-A-Rooney         | 17. Jan. 2014        | 3. Dez. 2014                          | Andy Fickman | Danielle Hoover & David Monohan                          | 3,18 Mio.       | 109        |
| Maddie fällt bei der praktischen Fahrprüfung durch, während Liv besteht. Liv wird eine Rolle in einer Comicverfilmung angeboten, und sie plant eine Autogrammstunde und befürchtet, von den Fans abgelehnt zu werden, da sie keine Ahnung von der Handlung der Comics hat. Daraufhin beschließen Liv und Maddie, ihre Rollen zu tauschen, sodass Maddie mit ihrem Wissen die Fans zur Autogrammstunde begeistert und Liv die Fahrprüfung macht, wo sie allerdings Maddies Brille tragen muss und deshalb versagt. Inzwischen versucht Diggie, sich bei Maddies Vater einzuschleimen, indem er mit ihm grillt, und hat dabei Erfolg. |           |                                  |                         |                      |                                       |              |                                                          |                 |            |
| 12 | 12        | Maddie und ihr Daddy?            | Dump-A-Rooney           | 26. Jan. 2014        | 4. Dez. 2014                          | Andy Fickman | John D. Beck & Ron Hart                                  | 2,63 Mio.       | 110        |
| Maddie und ihr Vater wollen als Team an einem Sportwettkampf teilnehmen. Als sie Bernard sieht, der Joeys Personal Trainer ist, bildet sie mit ihm ein Team statt mit ihrem Vater, da sie glaubt, ihr Vater sei zu schlecht. Doch ihr Vater kämpft nun zusammen mit Maddies Freund Diggie, was Maddie als Affront auffasst. Schließlich versöhnt sie sich mit ihrem Vater und die beiden verlieren gegen Diggie und Bernard. Inzwischen wird Liv eine Rolle als Hausfrau in einer Schulaufführung angeboten. |           |                                  |                         |                      |                                       |              |                                                          |                 |            |
| 13 | 13        | Irrungen und Wirrungen           | Move-A-Rooney           | 9. Feb. 2014         | 5. Dez. 2014                          | Andy Fickman | Ernie Bustamante                                         | 2,72 Mio.       | 112        |
| Im Haus der Rooneys haben sich Käfer eingenistet, was die Eltern jedoch geheim halten wollen. Als Karen unabsichtlich einen Videochat mit Maddie beginnt, hören die Kinder, wie die beiden davon sprechen, auszuziehen. Sie hören jedoch nicht, dass es nur um ein Wochenende geht und glauben, sie verbringen die letzte Zeit in ihrem Heimatort. Liv gibt vor, krank zu sein, um die letzte Zeit im Haus zu genießen und Maddie gesteht Diggie ihre Gefühle für ihn. |           |                                  |                         |                      |                                       |              |                                                          |                 |            |
| 14 | 14        | Verehrter Joey                   | Slump-A-Rooney          | 9. März 2014         | 8. Dez. 2014                          | Andy Fickman | John Peaslee                                             | 2,12 Mio.       | 114        |
| Maddie trainiert mit Willow für einen Softball-Wettkampf, doch Willow kann sich nicht auf den Sport konzentrieren, da sie in Joey verknallt ist und immer an ihn denkt wenn sie Maddie sieht. Liv rät Maddie, Willow einen Brief von einem heimlichen Verehrer zu schreiben, damit sie über Joey hinwegkommt, der kein Interesse an ihr hat. Doch als Willow den Brief findet, denkt sie, er wäre von Joey. Inzwischen hat Liv einen Fernsehauftritt in einer Kochsendung, während der sie noch die Ohren und Zähne eines Werwolfkostüms trägt, die sie versehentlich mit Superkleber befestigt hat. |           |                                  |                         |                      |                                       |              |                                                          |                 |            |
| 15 | 15        | Der Mutter-Tochter-Wettstreit    | Moms-A-Rooney           | 16. März 2014        | 9. Dez. 2014                          | Andy Fickman | Jenny Keene                                              | 2,42 Mio.       | 115        |
| Maddie verbringt ein Wochenende mit ihrer Mutter, an dem sie wie die ersten Siedler leben und dabei Wet. Liv ist sauer auf ihre Mutter, da sie nicht mal gefragt wurde, ob sie mit dorthin möchte, und beschließt zusammen mit Bree, die in Sing It Loud! ihre Mutter gespielt hatte, teilzunehmen. Inzwischen versuchen Joey und Parker Geld zu verdienen, indem sie eine Tour durch Livs Schlafzimmer anbieten. Dabei lenken sie ihren Vater ab, da er nichts davon wissen soll, indem sie den Müllschredder zerstören, woraufhin er einen neuen besorgen muss. |           |                                  |                         |                      |                                       |              |                                                          |                 |            |
| 16 | 16        | Maddie auf Abwegen               | Shoe-A-Rooney           | 6. Apr. 2014         | 11. Dez. 2014                         | Andy Fickman | William Luke Schreiber                                   | 2,13 Mio.       | 117        |
| Liv hat ein paar neue Pumps, die sich Maddie ungefragt ausleiht und dabei ihr inneres Funkeln entdeckt. Daraufhin vernachlässigt sie ihren Sport, was Liv zu einer Intervention bewegt, in deren Zuge sie die Schuhe vernichtet. Inzwischen schafft es Parkers Mutter durch einen Trick, ihn dazu zu bringen, mehr im Haus zu helfen. Diggie hilft Joey dabei, im Sport besser zu werden. |           |                                  |                         |                      |                                       |              |                                                          |                 |            |
| 17 | 17        | Großes Geheule                   | Howl-A-Rooney           | 13. Apr. 2014        | 10. Dez. 2014                         | Andy Fickman | Danielle Hoover & David Monahan                          | 2,15 Mio.       | 116        |
| Liv ist unter den letzten drei Bewerbern um die große Filmrolle als Werwolf. Sie lässt sich dazu von Fangs trainieren, die mit Wölfen aufgewachsen ist und ihr beibringt, wie ein Wolf lebt. Schließlich hilft ihr Fangs beim Vorsprechen zu jaulen und sie erhält die Rolle. Nachdem Maddie nicht teilnehmen will, nimmt Diggie Unterricht im Breakdance zusammen mit Parker, doch Maddie willigt schließlich ein. Gaststar: Laura Marano als Fangs |           |                                  |                         |                      |                                       |              |                                                          |                 |            |
| 18 | 18        | Gemeinsam stark                  | Flashback-A-Rooney      | 4. Mai 2014          | 12. Dez. 2014                         | Andy Fickman | Sylvia Green                                             | 1,84 Mio.       | 118        |
| Maddie hat sich beworben, Teil des Junior Olympics Teams im Basketball zu werden. Sie wartet gespannt auf den Brief, in dem ihr das Ergebnis mitgeteilt wird, und treibt dabei ihre Familie in den Wahnsinn. Liv nimmt den Brief entgegen und versteckt ihn, da sie nicht möchte, dass Maddie fortgeht. Nachdem ihre Mutter sie daran erinnert, dass Maddie sie damals bei ihrem Traum unterstützte, nach Hollywood zu gehen, überreicht Liv Maddie den Brief. Im folgenden Casting in Chicago wird Maddie tatsächlich ausgewählt. Inzwischen verfolgen Parker und Diggie Joey, der heimlich in einer Trommelband spielt. |           |                                  |                         |                      |                                       |              |                                                          |                 |            |
| 19 | 19        | Alte Bekannte                    | BFF-A-Rooney            | 22. Juni 2014        | 13. Dez. 2014                         | Andy Fickman | Kali Rocha & Johnathan McClain                           | –               | 119        |
| Livs Freundin South Salamanca, die zusammen mit ihr in Sing It Loud! mitspielte, ist zu Besuch. Maddie stellt Diggie South vor und bittet ihn, sich mit ihr zu vertragen. Doch die beiden vertragen sich zu gut und Maddie wird eifersüchtig, woraufhin sie South sagt, dass Diggie ihr Freund ist. Pete geht zum Klassentreffen und trifft dort auf seine ehemalige Freundin. |           |                                  |                         |                      |                                       |              |                                                          |                 |            |
| 20 | 20        | Die Pop-Prinzessin               | Song-A-Rooney           | 29. Juni 2014        | 15. Dez. 2014                         | Andy Fickman | Linda Mathious & Heather MacGillvray Idee: Sylvia Greeen | 1,97 Mio.       | 120        |
| Das Video zu Livs neuem Song Froyo Yolo wird veröffentlicht, doch sie ist nicht zufrieden damit. Ihre neue Managerin, Becky, engagiert für sie einen Live-Auftritt, der im Internet übertragen werden soll. Um als Sängerin ernst genommen zu werden, will Liv dafür einen eigenen Song schreiben, und bedient sich dafür ungefragt in Maddies Werk. Maddie untersagt ihr jedoch, den von ihr geschriebenen Text zu benutzen, gestattet es aber auf dem Konzert dann doch. |           |                                  |                         |                      |                                       |              |                                                          |                 |            |
| 21 | 21        | Doppelt mutig                    | Space-Werewolf-A-Rooney | 27. Juli 2014        | 16. Dez. 2014                         | Andy Fickman | John D. Beck & Ron Hart                                  | –               | 121        |

## Staffel 2
Die Erstausstrahlung der zweiten Staffel war vom 21. September 2014 bis zum 23. August 2015 auf dem US-amerikanischen Sender Disney Channel zu sehen. Die deutschsprachige Erstausstrahlung sendete der deutsche Free-TV-Sender Disney Channel vom 7. April 2015 bis zum 3. Februar 2016.
- Dove Cameron, Joey Bragg, und Kali Rocha sind in allen Episoden zu sehen.
- Tenzing Norgay Trainor ist in einer Episode nicht zu sehen.
- Benjamin King ist in fünf Episoden nicht zu sehen.

| Nr. (ges.) | Nr. (St.) | Deutscher Titel                     | Originaltitel           | Erstausstrahlung USA | Deutschsprachige Erstausstrahlung (D) | Regie              | Drehbuch                             | Zuschauer (USA) | Prod. Code |
| --- | --------- | ----------------------------------- | ----------------------- | -------------------- | ------------------------------------- | ------------------ | ------------------------------------ | --------------- | ---------- |
| 22 | 1         | Versprochen ist versprochen         | Premiere-A-Rooney       | 21. Sep. 2014        | 7. Apr. 2015                          | Shelley Jensen     | John D. Beck & Ron Hart              | 2,04 Mio.       | 201        |
| 23 | 2         | Die Hobby-Suche                     | Pottery-A-Rooney        | 28. Sep. 2014        | 8. Apr. 2015                          | Shelley Jensen     | John Peaslee                         | 1,97 Mio.       | 202        |
| 24 | 3         | Helga-weenfest                      | Helgaween-A-Rooney      | 5. Okt. 2014         | 9. Apr. 2015                          | Rich Correll       | John D. Beck & Ron Hart              | 2,58 Mio.       | 207        |
| 25 | 4         | Livs neue Freundin                  | Kathy Kan-A-Rooney      | 12. Okt. 2014        | 10. Apr. 2015                         | Linda Mendoza      | Danielle Hoover & David Monahan      | 2,25 Mio.       | 204        |
| 26 | 5         | Damenwahl                           | Match-A-Rooney          | 2. Nov. 2014         | 11. Apr. 2015                         | Rich Correll       | David Tolentino                      | 1,87 Mio.       | 205        |
| 27 | 6         | Livs große Chance                   | Hoops-A-Rooney          | 23. Nov. 2014        | 12. Apr. 2015                         | Rich Correll       | Sylvia Green                         | 2,57 Mio.       | 206        |
| 28 | 7         | Der Neujahrs-Countdown              | New Year’s Eve-A-Rooney | 7. Dez. 2014         | 21. Okt. 2015                         | Victor Gonzalez    | John Peaslee                         | 2,05 Mio.       | 208        |
| 29 | 8         | Der Kampf um den Kleiderschrank     | Bro-Cave-A-Rooney       | 18. Jan. 2015        | 13. Apr. 2015                         | Adam Weissman      | John D. Beck & Ron Hart              | 2,57 Mio.       | 203        |
| 30 | 9         | Der verlorene Glücksbringer         | Upcycle-A-Rooney        | 25. Jan. 2015        | 14. Apr. 2015                         | Chris Poulos       | Heather MacGillvray & Linda Mathious | 2,52 Mio.       | 210        |
| 31 | 10        | Mädchen gegen Machos                | Rate-A-Rooney           | 8. Feb. 2015         | 15. Apr. 2015                         | Adam Weissman      | Jennifer Keene                       | 2,17 Mio.       | 215        |
| 32 | 11        | Zwillingskrankheiten                | Detention-A-Rooney      | 15. Feb. 2015        | 16. Apr. 2015                         | Jody Margolin Hahn | John Peaslee                         | 2,53 Mio.       | 209        |
| 33 | 12        | Maddies Comeback                    | Muffler-A-Rooney        | 1. März 2015         | 17. Apr. 2015                         | Victor Gonzalez    | Sylvia Green                         | 2,02 Mio.       | 211        |
| 34 | 13        | Das richtige Geschenk               | Gift-A-Rooney           | 8. März 2015         | 18. Apr. 2015                         | Adam Weissman      | Kriss Turner Tower                   | 2,02 Mio.       | 212        |
| 35 | 14        | Der Giraffencoup                    | Neighbors-A-Rooney      | 26. März 2015        | 5. Okt. 2015                          | Johnathan McClain  | Kali Rocha                           | 1,72 Mio.       | 213        |
| 36 | 15        | Zurück in die Sechste, Miss Rooney! | Repeat-A-Rooney         | 9. Apr. 2015         | 6. Okt. 2015                          | Benjamin King      | Marc C. Sedaka                       | 1,64 Mio.       | 216        |
| 37 | 16        | Der Kochwettbewerb                  | Cook-A-Rooney           | 12. Apr. 2015        | 7. Okt. 2015                          | Andy Fickman       | Danielle Hoover & David Monahan      | 2,09 Mio.       | 214        |
| 38 | 17        | Der Schulball                       | Prom-A-Rooney           | 19. Apr. 2015        | 8. Okt. 2015                          | Shannon Flynn      | Heather MacGillvray & Linda Mathious | 2,18 Mio.       | 219        |
| 39 | 18        | Diggie kommt Heim                   | Flugelball-A-Rooney     | 3. Mai 2015          | 9. Okt. 2015                          | Adam Weissman      | David Talentino                      | 2,04 Mio.       | 216        |
| Maddies Freund Diggie kommt zurück, doch sie muss feststellen, dass er sich in der Zeit, die er im Ausland verbracht hat, verändert hat. Nachdem er verkündet, für ein paar Monate nach Australien zu gehen, trennen sich die beiden. |           |                                     |                         |                      |                                       |                    |                                      |                 |            |
| 40 | 19        | Der Band-Contest                    | Band-A-Rooney           | 14. Juli 2015        | 10. Okt. 2015                         | Jody Margolin Hahn | Danielle Hoover & David Monahan      | 2,08 Mio.       | 220        |
| 41 | 20        | Das Musik-Video                     | Video-A-Rooney          | 21. Juli 2015        | 11. Okt. 2015                         | Andy Fickman       | David Tolentino                      | 2,13 Mio.       | 223        |
| 42 | 21        | Dreiecks-Geschichten                | Triangle-A-Rooney       | 19. Juli 2015        | 12. Okt. 2015                         | Andy Fickman       | Eric Abrams                          | 2,25 Mio.       | 222        |
| 43 | 22        | Alles in Butter                     | Frame-A-Rooney          | 26. Juli 2015        | 13. Okt. 2015                         | Jody Margolin Hahn | William Luke Schreiber               | 2,53 Mio.       | 217        |
| 44 | 23        | Wer die Eifersucht sucht            | SPARF-A-Rooney          | 16. Aug. 2015        | 3. Feb. 2016                          | Andy Fickman       | Danielle Hoover & David Monahan      | 1,90 Mio.       | 303        |
| 45 | 24        | Der Zwillingstausch                 | Champ-A-Rooney          | 23. Aug. 2015        | 17. Okt. 2015                         | Andy Fickman       | John D. Beck & Ron Hart              | 2,45 Mio.       | 224        |

## Staffel 3
Die Erstausstrahlung der dritten Staffel war vom 13. September 2015 bis zum 19. Juni 2016 auf dem US-amerikanischen Sender Disney Channel zu sehen. Die deutschsprachige Erstausstrahlung sendete der deutsche Free-TV-Sender Disney Channel vom 1. Februar 2016 bis zum 11. Oktober 2016.
- Dove Cameron, Kali Rocha und Tenzing Norgay Trainor sind in allen Episoden zu sehen.
- Joey Bragg ist in einer Episode nicht zu sehen.
- Benjamin King ist in drei Episoden nicht zu sehen.

| Nr. (ges.) | Nr. (St.) | Deutscher Titel               | Originaltitel           | Erstausstrahlung USA | Deutschsprachige Erstausstrahlung (D) | Regie                 | Drehbuch                             | Zuschauer (USA) | Prod. Code |
| ---------- | --------- | ----------------------------- | ----------------------- | -------------------- | ------------------------------------- | --------------------- | ------------------------------------ | --------------- | ---------- |
| 46         | 1         | Abschied von Diggie           | Continued-A-Rooney      | 13. Sep. 2015        | 1. Feb. 2016                          | Andy Fickman          | John Peaslee                         | 1,80 Mio.       | 301        |
| 47         | 2         | Ein paar Volt zu viel         | Voltage-A-Rooney        | 13. Sep. 2015        | 2. Feb. 2016                          | Andy Fickman          | John D. Beck & Ron Hart              | 1,70 Mio.       | 302        |
| 48         | 3         | Gespielt oder nicht gespielt? | Co-Star-A-Rooney        | 20. Sep. 2015        | 4. Feb. 2016                          | Adam Weissman         | Linda Mathious & Heather MacGillvray | 2,10 Mio.       | 305        |
| 49         | 4         | Grusel sich wer kann          | Haunt-A-Rooney          | 4. Okt. 2015         | 26. Sep. 2016                         | Adam Weissman         | Danielle Hoover & David Monahan      | 2,09 Mio.       | 306        |
| 50         | 5         | Die Kuhglockenwoche           | Cowbell-A-Rooney        | 18. Okt. 2015        | 5. Feb. 2016                          | Adam Weissman         | David Tolentino                      | 2,57 Mio.       | 304        |
| 51         | 6         | Eine Oma kommt selten allein  | Grandma-A-Rooney        | 25. Okt. 2015        | 6. Feb. 2016                          | Kevin C. Sullivan     | Sylvia Green                         | 1,81 Mio.       | 218        |
| 52         | 7         | Die Freundschaftsprüfung      | Meatball-A-Rooney       | 8. Nov. 2015         | 7. Feb. 2016                          | Kevin C. Sullivan     | John Peaslee                         | 2,10 Mio.       | 307        |
| 53         | 8         | Das verlorene Buch            | Ask Her More-A-Rooney   | 22. Nov. 2015        | 8. Feb. 2016                          | Jody Margolin Hahn    | Sylvia Green                         | 2,11 Mio.       | 308        |
| 54         | 9         | Liv rettet Weihnachten        | Joy To-A-Rooney         | 6. Dez. 2015         | 28. Sep. 2016                         | Jody Margolin Hahn    | William Luke Schreiber               | 1,53 Mio.       | 309        |
| 55         | 10        | Parkers erster Tag            | Ridgewood-A-Rooney      | 17. Jan. 2016        | 27. Sep. 2016                         | Jody Margolin Hahn    | Sylvia Green                         | 2,28 Mio.       | 310        |
| 56         | 11        | Man lernt nie aus             | Coach-A-Rooney          | 24. Jan. 2016        | 28. Sep. 2016                         | Leonard R. Garner Jr. | Jennifer Keene                       | 1,87 Mio.       | 311        |
| 57         | 12        | Maddies Liebesangelegenheiten | Secret-Admirer-A-Rooney | 21. Feb. 2016        | 29. Sep. 2016                         | Chris Poulos          | Linda Mathious & Heather MacGillvray | 1,81 Mio.       | 312        |
| 58         | 13        | Vive la France                | Vive-La-Rooney          | 13. März 2016        | 30. Sep. 2016                         | Dave Cove             | Kali Rocha & Johnathan McClain       | 1,93 Mio.       | 313        |
| 59         | 14        | Maddies schwere Entscheidung  | Dream-A-Rooney          | 20. März 2016        | 3. Okt. 2016                          | Adam Weissman         | David Tolentino                      | 1,77 Mio.       | 314        |
| 60         | 15        | Das erste Date                | Home Run-A-Rooney       | 10. Apr. 2016        | 4. Okt. 2016                          | Leonard R. Garner Jr. | Freddie Gutierrez                    | 1,76 Mio.       | 315        |
| 61         | 16        | Wer liebt wen?                | Scoop-A-Rooney          | 24. Apr. 2016        | 5. Okt. 2016                          | Wendy Faraone         | Danielle Hoover & David Monahan      | 1,73 Mio.       | 316        |
| 62         | 17        | Josh oder Diggie              | Choose-A-Rooney         | 8. Mai 2016          | 6. Okt. 2016                          | Leonard R. Garner Jr. | Betsy Sullenger                      | 1,65 Mio.       | 317        |
| 63         | 18        | Joey gibt alles               | Friend-A-Rooney         | 22. Mai 2016         | 7. Okt. 2016                          | Leonard R. Garner Jr. | Linda Mathious & Heather MacGillvray | 1,32 Mio.       | 318        |
| 64         | 19        | Wahre Liebe                   | SkyVolt-A-Rooney        | 5. Juni 2016         | 10. Okt. 2016                         | Adam Weissman         | Sylvia Green & David Tolentino       | 1,96 Mio.       | 319        |
| 65         | 20        | Ab nach Kalifornien!          | Californi-A-Rooney      | 19. Juni 2016        | 11. Okt. 2016                         | Adam Weissman         | John D. Beck & Ron Hart              | 1,53 Mio.       | 320        |

## Staffel 4
Die Erstausstrahlung der vierten Staffel war vom 23. September 2016 bis zum 24. März 2017 auf dem US-amerikanischen Sender Disney Channel zu sehen. Die Erstausstrahlung für Deutschland, Österreich & Schweiz übernahm der deutsche Ableger des Senders und sendete die vierte Staffel ab dem 19. Juni aus. Das Staffelfinale für Deutschland, Österreich & Schweiz wurde am 7. Juli 2017 gesendet.
| Nr. (ges.) | Nr. (St.) | Deutscher Titel                  | Originaltitel              | Erstausstrahlung USA | Deutschsprachige Erstausstrahlung (D) | Regie                 | Drehbuch                             | Zuschauer (USA) | Prod. Code |
| ---------- | --------- | -------------------------------- | -------------------------- | -------------------- | ------------------------------------- | --------------------- | ------------------------------------ | --------------- | ---------- |
| 66         | 1         | Familienzuwachs                  | Sorta-Sisters-A-Rooney     | 23. Sep. 2016        | 19. Juni 2017                         | Andy Fickman          | John D. Beck & Ron Hart              | 1,66 Mio.       | 401        |
| 67         | 2         | Livs neuer Job                   | Linda and Heather-A-Rooney | 30. Sep. 2016        | 20. Juni 2017                         | Adam Weissman         | Linda Mathious & Heather MacGillvray | 1,36 Mio.       | 402        |
| 68         | 3         | Halloween: Rooney-Style          | Scare-A-Rooney             | 14. Okt. 2016        | 21. Juni 2017                         | Wendy Faraone         | David Tolentino                      | 1,51 Mio.       | 403        |
| 69         | 4         | Sing It Louder!!-A-Rooney        | Sing It Louder!!-A-Rooney  | 18. Nov. 2016        | 22. Juni 2017                         | Adam Weissman         | John Peaslee                         | 1,42 Mio.       | 404        |
| 70         | 5         | Beste Freundinnen für immer      | Slumber Party-A-Rooney     | 25. Nov. 2016        | 23. Juni 2017                         | Kevin C. Sullivan     | Danielle Hoover & David Monahan      | 1,24 Mio.       | 405        |
| 71         | 6         | Weihnachten à la Wisconsin       | Cali Christmas-A-Rooney    | 2. Dez. 2016         | 26. Juni 2017                         | Andy Fickman          | Sylvia Green                         | 1,09 Mio.       | 411        |
| 72         | 7         | Die Comedy-Show                  | Stand-Up-A-Rooney          | 6. Jan. 2017         | 27. Juni 2017                         | Chris Poulos          | Betsy Sullenger                      | 1,42 Mio.       | 406        |
| 73         | 8         | Jungs-Kram und Mädchen-Kram      | Roll Model-A-Rooney        | 13. Jan. 2017        | 28. Juni 2017                         | Leonard R. Garner Jr. | Jennifer Keene                       | 1,05 Mio.       | 407        |
| 74         | 9         | Ehrlichkeit siegt                | Falcon-A-Rooney            | 20. Jan. 2017        | 29. Juni 2017                         | Leonard R. Garner Jr. | William Luke Schreiber               | 1,23 Mio.       | 408        |
| 75         | 10        | Mein Freund, dein Freund         | Ex-A-Rooney                | 27. Jan. 2017        | 30. Juni 2017                         | Dave Cove             | Linda Mathious & Heather MacGillvray | 1,21 Mio.       | 409        |
| 76         | 11        | Ein Zuhause für Eddie            | Tiny House-A-Rooney        | 17. Feb. 2017        | 3. Juli 2017                          | John D. Beck          | Kali Rocha & Jonathan McClain        | 1,01 Mio.       | 410        |
| 77         | 12        | Joeys Durchbruch                 | Big Break-A-Rooney         | 24. Feb. 2017        | 4. Juli 2017                          | Wendy Farone          | Sonja Warfield                       | 0,92 Mio.       | 414        |
| 78         | 13        | Ein Stimmband ist kein Fließband | Sing It Live!!!-A-Rooney   | 3. März 2017         | 5. Juli 2017                          | Paul Hoen             | John Peaslee                         | 1,00 Mio.       | 412        |
| 79         | 14        | Broadway-Träume                  | Voice-A-Rooney             | 17. März 2017        | 6. Juli 2017                          | Andy Fickman          | Ron Hart                             | 0,97 Mio.       | 413        |
| 80         | 15        | Ein Sommer voller Möglichkeiten  | End-A-Rooney               | 24. März 2017        | 7. Juli 2017                          | Andy Fickman          | Danielle Hoover & David Monahan      | 1,30 Mio.       | 415        |